# Dackehögen
Dackehögen är ett naturreservat i Bengtsfors kommun i Västra Götalands län.
Området är naturskyddat sedan 2016 och är 34 hektar stort. Reservatet omfattar södra delen av höjden Dackehöjden, två andra mindre höjder och ett stråk av tidigare odlingsmark. Reservatet består av granskog och lövskog med inslag av ädellövträd.